# 바흐람 3세

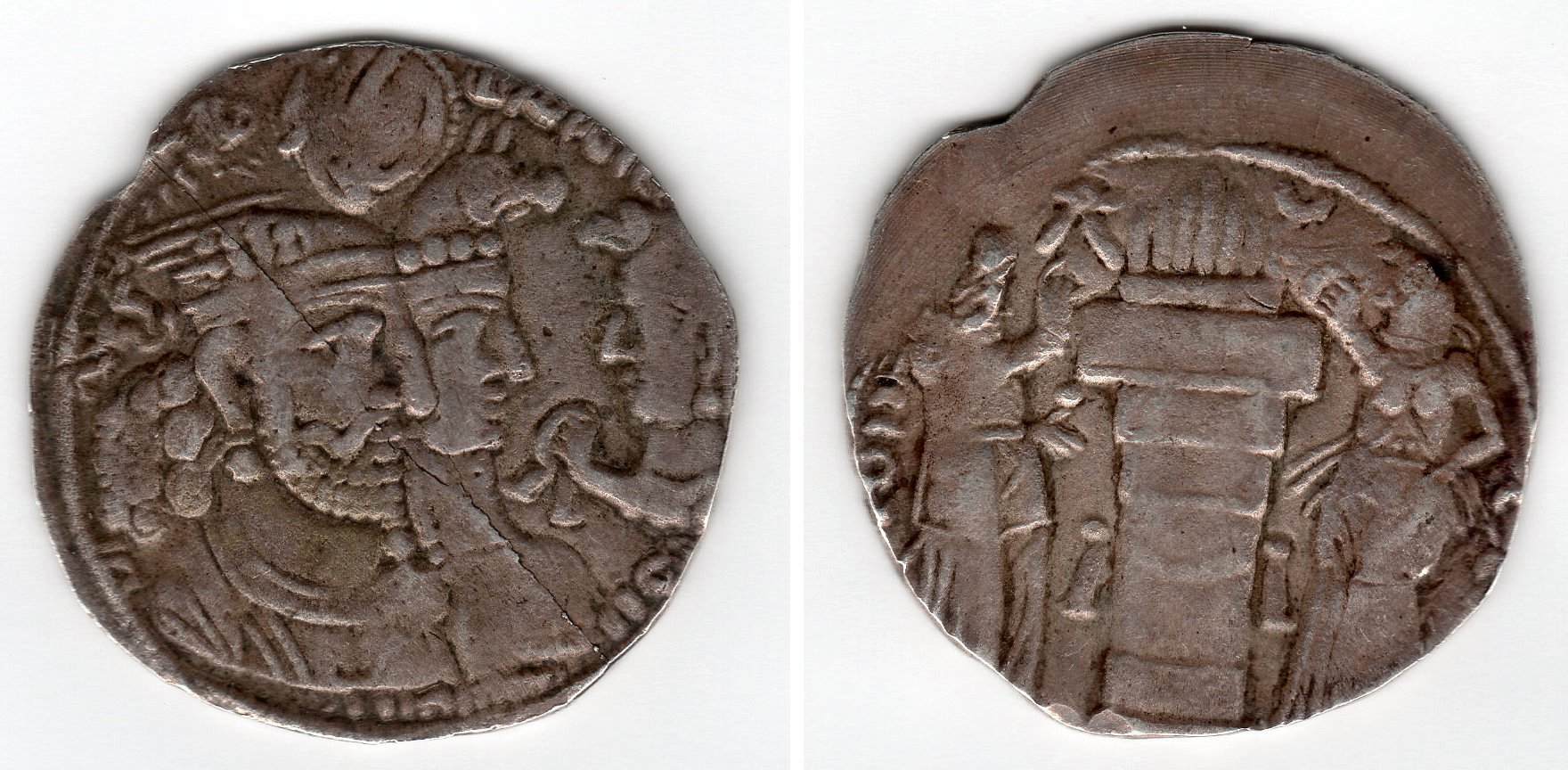

바흐람 3세(영어: Bahram III, ? - 293년)는 사산 왕조 페르시아 제국의 샤이다. 바흐람 2세의 아들이며, 페르시아 동부의 사카를 다스렸다.

## 생애
사산 왕조에서는, 점령을 마친 땅을 아들들에게 물려주고 칭호를 내리는 것이 일반적이었다. 바흐람 2세의 제위기간중 동부에서 반란이 일어나자, 바흐람 2세는 반란을 진압하고 바흐람 3세에게 땅을 내리면서 샤한샤(왕 중의 왕)의 칭호를 내려주었다. 바흐람 3세는 극동의 왕으로서 제국을 지키는 것을 인정받았다.
294년에 바흐람 2세가 사망하자, 바흐람 3세가 와흐남(Wahnam)등의 귀족의 도움을 받아 파르스 주에서 제위에 올랐다. 그러나 많은 귀족들은 꼭두각시인 그가 제국을 다스리기엔 역부족이라고 생각했으며, 그의 제위를 달갑게 받아들이지 않았다. 게다가 바흐람 2세가 조약에 의해 아르메니아를 로마에 넘겨준 것으로, 제국 서부의 넓은 지역에서 메디아의 침략을 용이하게 하였으며 제국 영토의 온전함을 상실하게 했다. 그래서 다수의 귀족들은 꼭두각시인 바흐람 3세는 언젠가 인접한 로마 등의 외압에 굴복하여 제국을 위험에 빠트릴 것이라고 생각하였다. 결국 귀족들은 바흐람 3세의 종조부인 나르세스 1세나 샤푸르 1세의 남아있는 자식들이나 혹은 그 밖에 누군가 페르시아에게 영광을 줄 수 있는 강력한 사람과 연합하기를 원했다.
바흐람 3세의 제위가 약 넉달정도 지났을 때, 나르세스는 귀족들의 요청에 의해 크테시폰에 불리게 된다. 기념비인 파이쿠리(en:Paikuli inscription)의 비문에 의하면, 귀족들은 나르세스에게 협력을 약속하였으며 그가 제위에 오를 수 있도록 도울 것을 맹세하였다고 기록되어있다. 결국 반란이 일어나 와흐남은 붙잡혀 곧 처형당했으며, 바흐람 3세는 옥좌에서 끌어내려졌다. 그리고 기록으로 확실히 남아있는 것은 아니지만, 바흐람 3세 역시 처형되었을 것으로 짐작된다.

## 관련 문헌
- Bosworth, Clifford (1999). The Sāsānids, the Byzantines, the Lakhmids, and Yemen. Albany: SUNY Press. ISBN 0-7914-4355-8.
- Yarshater, Ehsan (1968). The Cambridge History of Iran. Cambridge: Cambridge University Press. ISBN 0-521-20092-X.
- Ayatollahi, Habibollah (2003). The Book of Iran: The History of Iranian Art. City: Center for International-Cultural Studies. ISBN 964-94491-4-0.
- Baker, Patricia L. (2005). Iran, 2nd: the Bradt Travel Guide. City: Bradt Travel Guides. ISBN 1-84162-123-4.
- Henning, Walter Bruno (1974). Acta Iranica. Téhéran: Bibliothèque Pahlavi. ISBN 90-04-03902-3.
- Neusner, Jacob (1997). A History of the Jews in Babylonia: from Shapur I to Shapur II. Boston: Brill Academic Publishers. ISBN 90-04-02144-2.